# تشاه غني (كوهستان)
تشاه غني (بالفارسية: چاه گنی) هي قرية تقع في إيران في Kuhestan Rural District. يقدر عدد سكانها بـ 159 نسمة بحسب إحصاء 2016.